# أزرق مسحوقي

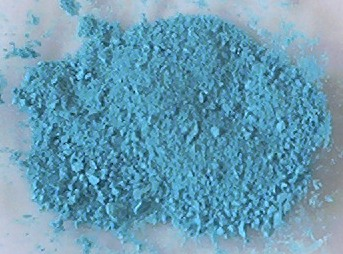
مسحوق أزرق

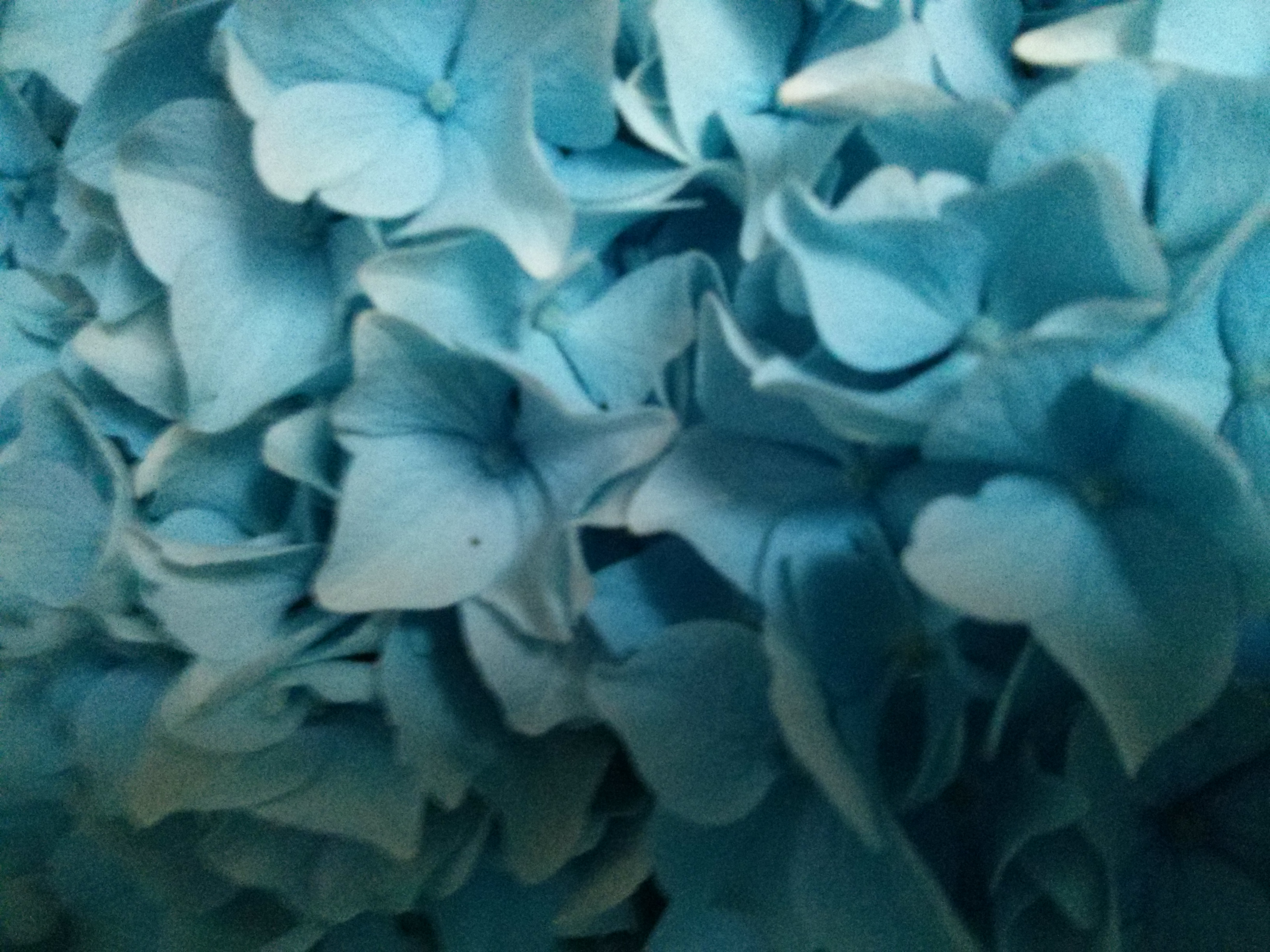
الأزرق المسحوقي في لون زهور الكوبية

الأزرق المسحوقي هو درجة شاحبة من اللون الأزرق.  كما هو الحال مع معظم الألوان، لا يوجد تعريف مطلق لدرجته الدقيقة. في الأصل جاء هذا اللون في خمسينيات القرن السادس عشر من مسحوق السمالت (زجاج الكوبالت) المستخدم في تطبيقات الغسل والصباغة، ثم استخدم كاسم لوني من عام 1894.  
الإسملت خضاب أزرق لديه درجة عميقة ومظلمة من صبغة اللون الأزرق، ولكن في الوقت الحاضر يشار إليه كمسحوق هو أزرق شاحب من مادة الكوبالت كما يتضح من الأمثلة أدناه، والتي تظهر مسحوق أزرق على النحو المحدد من قبل البريطانيين والمعايير الأسترالية لألوان الطلاء جنبا إلى جنب مع مثال من مسحوق الطلاء الأزرق الفعلي مصنع واحد، وتعريف إجماعي تم إنتاجه من خلال استطلاع لأسماء الألوان عبر الإنترنت شارك فيه 140.000 شخص. تختلف المصادر في مدى شحوب اللون أو تشبعه، لكنها تتفق على نطاق واسع على درجة اللون.
| ظلال من مسحوق أزرق | ظلال من مسحوق أزرق | ظلال من مسحوق أزرق       | ظلال من مسحوق أزرق   |
| ------------------ | ------------------ | ------------------------ | -------------------- |
| المعيار الاسترالي  | المعيار البريطاني  | دهانات Dulux Trade Paint | استطلاع عبر الإنترنت |
| #BECFDD            | #9EB9D4            | #B2CDEB                  | #B1D1FC              |

استخدم مسحوق الأزرقزأيضًا كاسم لوني باللغة الإنجليزية في عام 1774، ولكن اللون الدقيق غير واضح: قد يكون أزرق رمادي أو أزرق غامق غير مشبع. 

## لون الويب
#B0E0E6 
 على عكس الأمثلة المذكورة أعلاه، فإن قائمة أسماء الألوان X11 تحدد مسحوق أزرق كظل سماوي شاحب، RGB (176.224.230)، كما هو موضح هنا. هذا هو اللون الذي يتم عرضه بواسطة متصفحات الويب إذا تم تحديد «الأزرق المسحوقي» في كود HTML أو CSS. 

## روابط خارجية
- Smalt في أصباغ معارض الويب عبر العصور